# Albert Christophle
Albert Silas Médéric Charles Christophle, född 13 juli 1830 och död 23 januari 1904, var en fransk politiker.
Christophle var advokat, blev prefekt 1870 och invaldes 1871 i nationalförsamlingen för den radikala centern, som ha senare blev partiledare för. Åren 1876–1885 och 1887–1902 var han deputerad, och 1877–1878 minister för offentliga arbeten.